# Medžit Neziri
Medžit Neziri (in macedone Меџит Незири?; Tetovo, 2 settembre 1990) è un calciatore macedone, difensore del Besa Dobërdoll.

## Carriera
Ha debuttato nel campionato macedone con la maglia dello Škendija nel 2010.

## Palmarès

### Club

#### Competizioni nazionali
- Campionato macedone: 4

Škendija: 2010-2011, 2020-2021
Struga: 2022-2023, 2023-2024
- Supercoppa di Macedonia: 1

Škendija: 2011